# Marc III d'Alexandrie

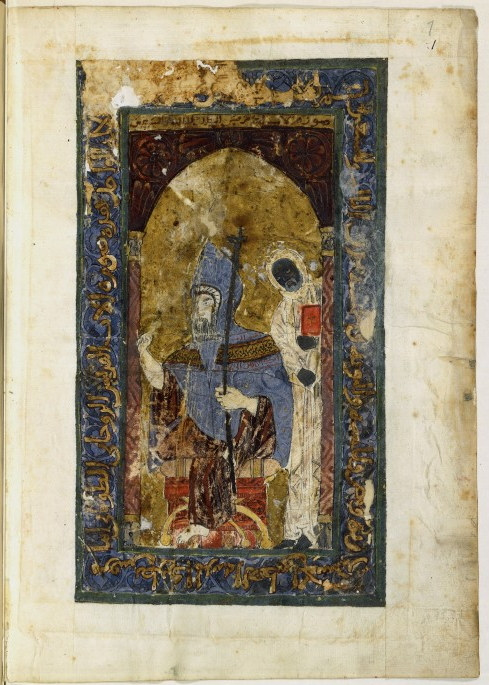
Portrait du patriarche. Tétraévangéliaire bohaïrique Copte 13, BNF.

Pour les articles homonymes, voir Marc.
Marc III d'Alexandrie est un patriarche d'Alexandrie de l'Église copte du 12 juin 1166 au 1er janvier 1189. Il ne faut pas le confondre avec son homonyme le patriarche Marc III de l'Église melkite, qui lui est en partie contemporain (1180/85 - 1209).
Marc est l'auteur des entrées de l'Histoire des patriarches de l'Église d'Alexandrie pour les années 1131-1167.